# 다카키 요시아키
다카키 요시아키(일본어: 髙木義明, 1945년 12월 22일 ~)는 일본의 정치인으로, 민주당 소속 중의원 의원이다. 간 제1차 개조 내각, 간 제2차 개조 내각에서 문부과학대신을 맡고 있다.

## 생애
야마구치현 시모노세키시 출신으로, 고등학교 졸업 후 미쓰비시 중공업 나가사키 조선소에 입사하였다. 동 조선소의 노조 임원이 되어, 1975년 나가사키시 의회 의회 의원 선거에 입후보 해 첫 당선되었다. 1987년 나가사키 현 의회 의원 선거에서도 입후보 해 당선되었으며, 1990년 제39회 중의원 의원 총선거에서 민사당 (民社党) 공인으로 구 나가사키 1구에서 입후보 해 당선되었다. 이후 7번 당선되었다.
1994년 신진당에 참여했으며, 부간사장, 국회대책부위원장 등을 지냈다. 1998년 신진당 분열 후, 구 민사당 (民社党) 계열의 신당 우애에 참여하였다. 같은 해 민주당에 합류했으며, 조직위원회 부위원장, 부간사장, 국회대책위원장 대리, 나가사키 현련 대표 등을 거쳐 2005년, 마에하라 세이지 집행부 아래에서 부대표가 되었다. 2006년 오자와 이치로 집행부에서 국회대책위원장이 되었다.
2007년 니가타 현 주에쓰 오키 지진 당 대책 본부 부본부장이 되었고, 나가사키 현 총지부 연합회 대표, 당 부대표 등을 거쳐, 국토심의회 이도진흥대책분과회대책위원 (国土審議会離島振興対策分科会特別委員) 을 맡았다.

## 같이 보기
- 민사당
- 신진당
- 신당우애
- 미쓰비시 중공업
- 한일의원연맹
- 한일 해저 터널